# 氢氧化铋
氢氧化铋是一种无机化合物，化学式为Bi(OH)3。它可由硝酸铋和氨水反应，沉淀得到。硝酸铋和碳酸铵的反应虽然也会生成Bi(OH)3，但是碱式碳酸盐Bi2(OH)4CO3也会同时沉淀出来。氢氧化铋的X射线衍射（XRD）图谱可以参见此文献。